# 언젠가 한번쯤은
《언젠가 한번쯤은》는 1969년 9월 15일부터 1969년 11월 1일까지 방영된 MBC 연속 TV소설이다.

## 등장 인물
- 강계식
- 박근형
- 김혜자
- 전운
- 정승현
- 김금지
- 천선녀